# Nelson Rockefeller
Nelson Aldrich Rockefeller (n. 8 iulie 1908, Bar Harbor⁠(d), Maine, SUA – d. 26 ianuarie 1979, New York City, New York, SUA) a fost un om politic, om de afaceri și filantrop american. El a îndeplinit funcția de guvernator al statului New York (1959-1973) și apoi pe cea de al 41-lea vicepreședinte al SUA (1974-1977), în timpul mandatului președintelui Gerald Ford.

## Legături externe
- Rockefeller Archive Center: Nelson Rockefeller Conține detalii despre colecția de documente publice și private puse la dispoziția cercetătorilor de la Centru.
- The Rocky Roll Arhivat în 27 august 2013, la Wayback Machine. An extended portrait by Time Magazine of Rockefeller campaigning for Governor of New York in 1958.
- Rockefeller Archive Center: Archived papers of the Special Studies Project, 1956–1960.
- Rockefeller biography at Biographical Directory of the United States Congress.
- Spartacus educational biography.
- Rockefeller profile at SourceWatch.
- Nelson Rockefeller la Find a Grave.
- Finding aid for the Nelson Rockefeller Oral History, Dwight D. Eisenhower Presidential Library.
- Materiale selecționate din ziare despre  Nelson Rockefeller în 20th Century Press Archives din cadrul Bibliotecii Naționale de Economie din Germania (ZBW) .